# Kw'adza
Kw'adza (auch bekannt als Qwadza, Ng’omvia und Ngomvya) war eine südkuschitische Sprache und ist heute ausgestorben. Der letzte Sprecher starb wahrscheinlich in den 1980er Jahren.

## Klassifikation
Kwʼadza ist unzureichend dokumentiert und seine Klassifikation daher nicht eindeutig, obschon von einer Nähe zu Aasáx ausgegangen werden kann. Obwohl es eine große Anzahl von identifizierbaren kuschitischen Wurzeln hat, deuten die nicht-kuschitischen Zahlen itame 'eins' und beʼa ~ mbɛa 'zwei' auf eine Verbindung mit Hadza hin, während haka 'vier' eine Verbindung mit Sandawe nahelegt. Es ist möglich, dass Kwʼadza z. B. "vier" von Sandawe geliehen hat, aber auch, dass es sich um eine nicht-kuschitische Sprache handelte, deren Sprecher einen Sprachwechsel auf Kuschitisch durchmachten.

## Phonologie
Die Phonologie ist nicht ganz klar, aber folgendes wurde vorgeschlagen (Ehret 1980):
| m | n   |     | ɲ   | ŋ  |     |   |
| b | d   |     |     | ɡ  | ɡʷ  |   |
| p | t   |     |     | k  | kʷ  | ʔ |
|   | tsʼ | tɬʼ | tʃʼ | kʼ | kʼʷ |   |
| f | s   | ɬ   |     | x  | xʷ  | h |
| β̞ | dz  | l   | j   |    |     |   |

/ɡ/ und /l/ haben die Allophone [dʒ] und [ɽ] vor Vorderzungenvokalen. /tʃʼ/ ist 'mittel'-ejektiv.  Nach Ehret sind /kʼ/ und /kʼʷ/ stimmhaft [ɡ, ɡʷ], wenn der vorhergehende Konsonant stimmhaft ist.
Die Vokale sind /a e i o u/.